# Espoleta

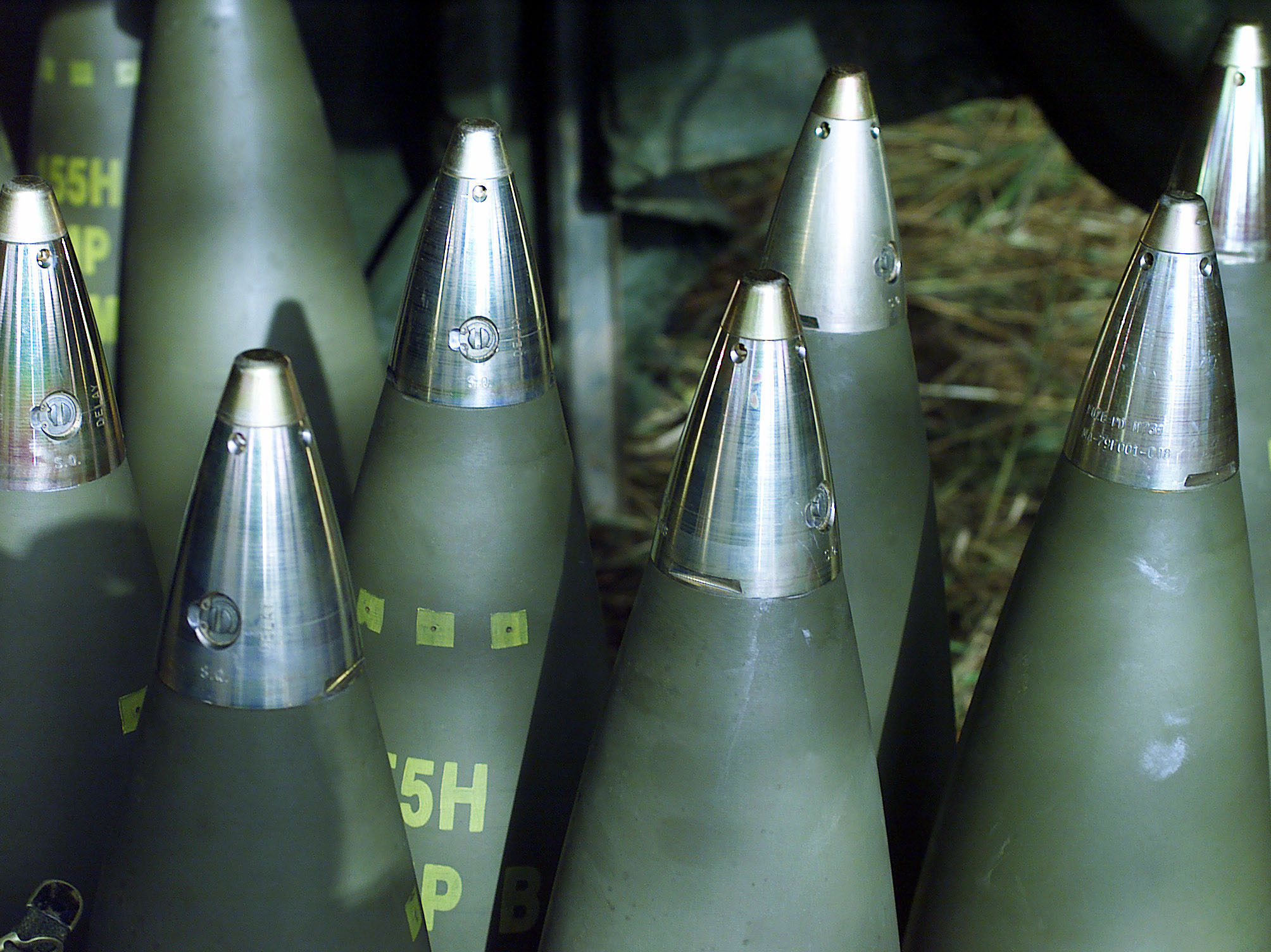
Espoletes en projectils de 155mm.

Es denomina  espoleta  en la terminologia militar, i en sentit estricte, al dispositiu integrat en un projectil que inicia la detonació de la seva càrrega després de ser disparat. Més genèricament s'utilitza per a designar a qualsevol aparell que serveixi de detonador.
Les espoletes estan presents en molts tipus de projectils, com granades, coets, míssils o torpedes; existint diversos tipus en funció de l'objectiu: de percussió, proximitat, retardades o per control remot. En general, i per raons de seguretat, les espoletes romanen emmagatzemades separades del projectil i només s'acoblen moments abans del seu ús.

## Tipus d'espoletes de projectils d'artilleria

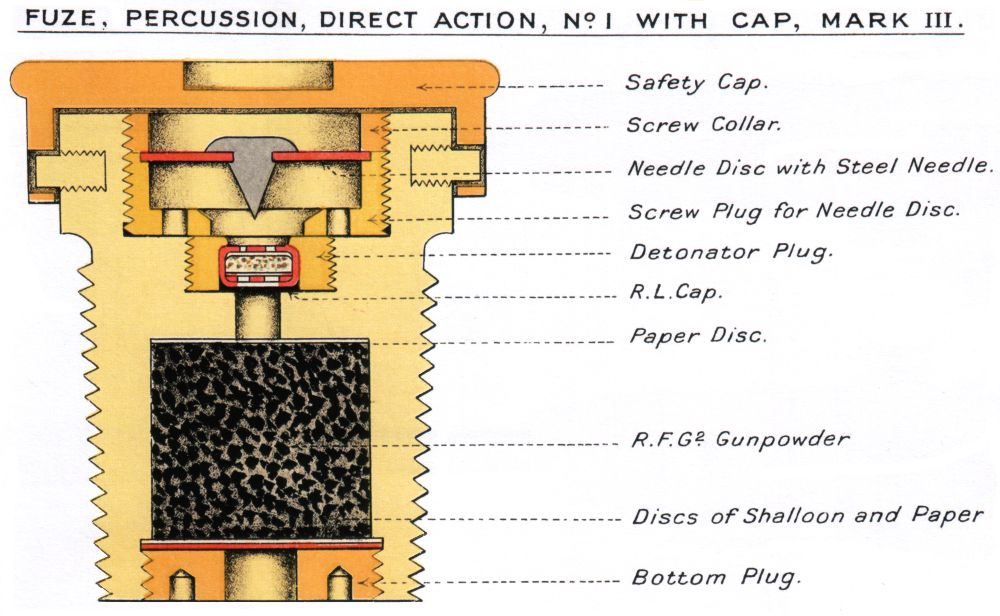
Espoleta britànica d'impacte d'"acció directa", dels primers dissenys, data de l'any 1900. No compta amb mecanismes de seguretat, col·locada a la part frontal del projectil es basa en l'impacte directe amb un objecte sòlid per iniciar l'explosió de l'espoleta i fer detonar la càrrega explosiva.

### Espoleta de percussió

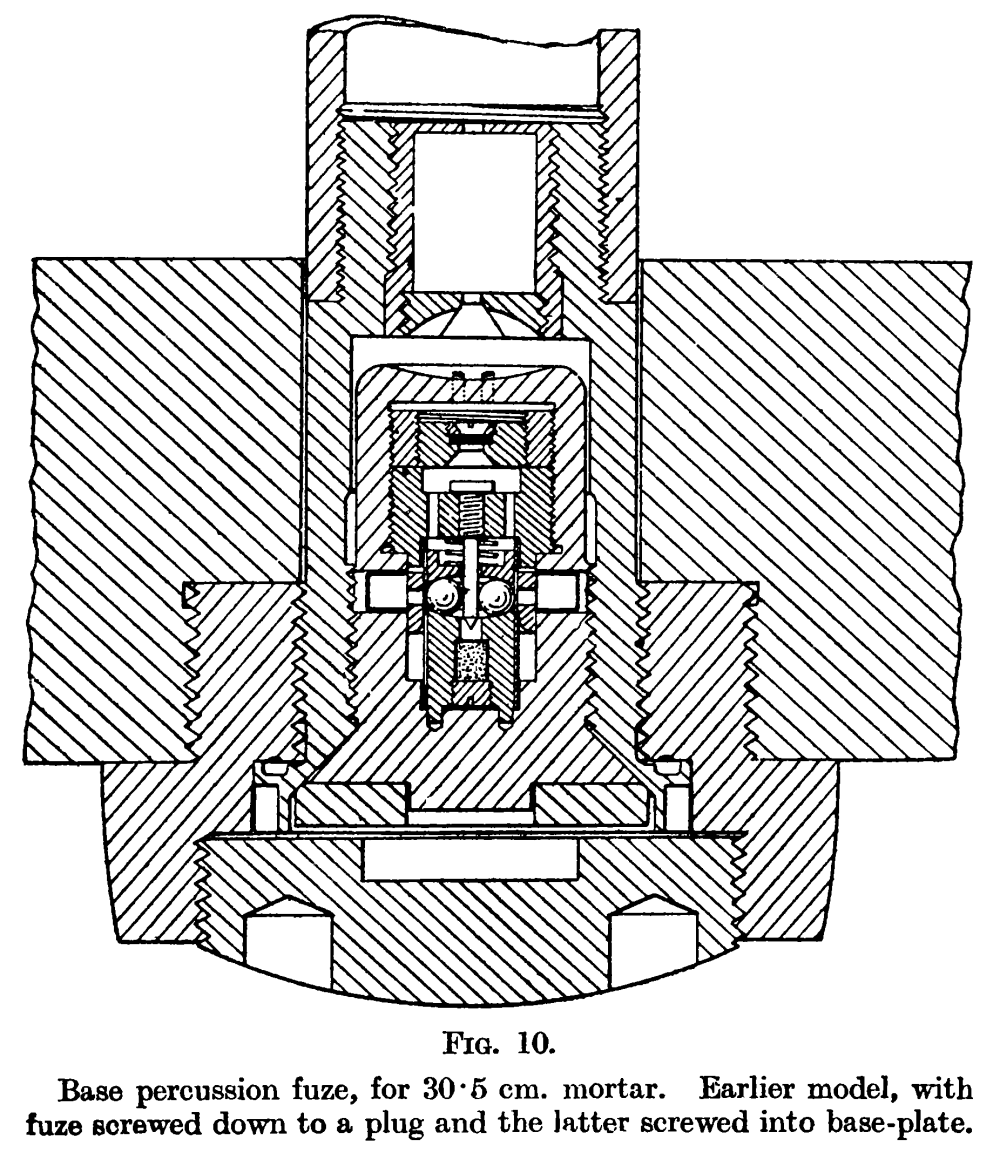
Espoleta de base de projectil per a canons austríacs de 30.5 cm, utilitzats durant la Primera Guerra Mundial a la Battle of Lieja de l'any 1914.

Durant el segle XX la major part de les espoletes eren de "percussió", ja sigui col·locades a la part frontal o base del projectil. Els mecanismes que activen l'espoleta varien des de l'impacte del projectil fins a la desaccelaració d'aquest o un període prefixat. Les espoletes de percussió encara s'utilitzen àmpliament, sobretot per a l'entrenament. Altres mecanismes permeten la detonació durant el vol del projectil (airburst), tecnologia que incorporen la majoria de detonadors per a artilleria moderns. La munició per a artilleria de la majoria d'exèrcits occidentals compten actualment amb espoletes multifunció, que permeten utilitzar un mecanisme o altre o la combinació d'ambdós.

#### Detonadors d'acció directa
Els més simples, s'activen quan el detonador (que es troba a la part frontal del projectil) impacta amb un element sòlid com el sòl o un edifici. Això provoca la ignició del detonador que fa explotar la càrrega explosiva.

Cartutx alemanys de calibre 7,5 cm de l'any 1939. Es tracta d'un projectil antiblindatge amb espoleta detonadora a la base (1), utilitzats en els canons antitancs 7.5 cm Pak 40 que equipava el tanc Panzer IV.

#### Detonadors de desacceleració
Semblant al resultat obtinguts ens els d'acció directe però la ignició de la càrrega detonadora és deguda al moviment causant per la desacceleració sobtada del projectil (quan impacta). És l'únic mecanisme que es pot utilitzar en els detonadors de base.

#### Detonadors amb retard
Permeten que l'explosió es produeixi un temps determinat després del mateix impacte. Poden aplicar-se als detonadors de base o a altres tipus de mecanismes. Per exemple les municions especials contra formigó (per destruir fortificacions o búnquer acostumen a utilitzar un detonador retardat en combinació amb un detonador d'acció directa reforçat.

#### Detonadors de base
Se situen fixats a la base del projectil i, per tant, no són danyats per l'impacte inicial. El retard amb què provoquen la detonació es pot ajustar abans de ser disparats. No s'han utilitzat àmpliament en l'artilleria terrestre, però sí en l'artilleria naval i costera fins als anys 50 del segle xx. També s'han utilitzat en municions d'artilleria antitancs.